# 关涛
关涛（1931年—），女，河南偃师人，中华人民共和国政治人物，曾任中华全国妇女联合会常务委员，第七、八届全国政协委员。